# Бутя
ЗАО «Бутя» — крупный холдинг в Казахстане.
Основатель — Абилов, Булат Мукишевич

## Состав
- ОАО ИПФ «Бутя Капитал» («Бутя-капитал»)
- ОАО «Бутя Инвест Менеджмент»
- ТОО «Бутя-Москва».
- ЗАО «Бутя-Арбат»
- Футбольный клуб «Кайрат-Бутя»
- ТОО «Нур»[2]
- ТОО «BRC»
- ТОО «C&B»
- ТОО «Евразия Дистрибьюшн Компани» (продукты питания)
- ОАО «Бутя» (ОАО «Butya»)
- ТОО «Рамбутя» (29,0 % на апрель 2004)[3]
- Toyota Tsusho Butya (49 % до июня 2004)[4](«Тойота Бутя Казахстан»[5]) (ЗАО «Автоцентр Бутя»)
- «Butya Trade»[6]
- «Бутя-Семей» — представительство при ОАО Бутя
- «Бутя-Тараз» — представительство
- «Бутя-Актюбе» (2004) (Розничная торговля, кроме торговли автомобилями и мотоциклами; ремонт бытовых изделий и предметов личного пользования)
- ТОО «Бутя-Кызылорда» (2002) (Розничная торговля фруктами и овощами) [7]
- «Бутя-Орда» — представительство ЗАО Бутя
- «Бутя-Центр» — представительство ОАО Бутя

## Достижения
«Butya» стала первой нероссийской фирмой, спонсировавшей телепрограмму «Поле чудес».
Логотип «Butya» был изображён на космическом корабле.

## История
- Декабрь 1993 года — компания «Butya» подписала первый контракт на официальную поставку автомобилей Toyota в Казахстан с торговым домом «Toyota Tsusho Corporation».
- Март 1994 года — создан ТОО «Автоцентр Бутя», получена первая партии автомобилей Toyota и начаты официальные продажи этой марки в Казахстане.
- 1995 год — инвестиционн-приватизационный фонд «Бутя Капитал» приобрёл на купоны вкладчиков 360 тыс. акций АО «Актобемунайгаз» номинальной стоимостью 20 тенге каждая. После регистрации очередной эмиссии ценных бумаг стоимость одной акции составила 1500 тенге, в результате чего на 30 сентября 1995 года фонд владел акциями компании на сумму 540 млн тенге. В ноябре 1996 года ИПФ «Бутя Капитал» продал акции АОЗТ «Глобал Казком Секьюрити» (предприятие входило в состав «Казком Секьюрити» принадлежащее «Казкоммерцбанку») за 102 млн тенге. Убыток от этой операции для фонда составил 440 млн тенге.[9] Решения о реализации акций АО «Актобемунайгаз» принимались без ведома акционеров[9].

Руководство ИПФ «Бутя Капитал» утверждает, что номинальная стоимость пакета акций в 540 млн тенге стала следствием переиндексации основных средств, проведённой согласно постановлению Правительства РК от 22 октября 1994 года, полученная простым арифметическим действием — умножением на коэффициент 81. Номинальная стоимость акции (номинал) может отличаться от реальной стоимости и значит инкриминируемая фонду продажа акций ниже номинальной стоимости не является нарушением Закона, что подтверждается письмом Агентства РК по финансовому надзору от 17 июня 2005 года.
Утверждение финполиции относительного того, что акции были проданы без ведома акционеров, также по мнению руководства фонда является неправомерным, поскольку на момент продажи данных акций в законодательстве не было нормы, обязывающей утверждение сделок на общем собрании акционеров.
- 1995 год — фонд приобрёл акции ЗАО «Шымкентфосфор» на сумму 202 млн тенге и реализовало их ТОО «ASD» за 2 млн тенге., решения о реализации акций ЗАО «Шымкентфосфор» принимались без ведома акционеров[9] Руководство ИПФ «Бутя Капитал» утверждает, что на купонном аукционе были куплены 10 % акций АО «Фосфор» (а не «Шымкентфосфор», как утверждает финполиция). В феврале 1998 года постановлением Госкомимущества Минфина РК № 78 было на базе АО «Фосфор» было учреждено ЗАО «Шымкентфосфор». В результате образовались два акционерных общества: первое — АО «Фосфор» с долгами и без активов, одним из акционеров которого являлся и фонд «Бутя-Капитал», и второе — ЗАО «Шымкентфосфор» с активами и без долгов со 100%-ным участием АО «Фосфор». В этой ситуации руководство фонда не желая ждать неминуемого банкротства АО «Фосфор» и, как следствие, потери ещё одного предприятия из портфеля фонда, добилось обмена своего пакета акций АО «Фосфор» на акции ЗАО «Шымкентфосфор». Таким образом, акционерами ЗАО «Шымкентфосфор» стали АО «Бутя-Капитал» (10 %) и АО «Фосфор» (90 %).[10]
- Октябрь 1997 года — создано ЗАО «Автоцентр Бутя».[11]
- В феврале 1998 года Фонд «Бутя-Капитал» приобрел 10 % акций АО «Фосфор»[10]
- 13 октября 1998 года — создано СП ЗАО «Toyota Tsusho Butya» как совместное предприятие японского торгового дома «Toyota Tsusho Corporation» (дочерняя компания «Toyota Motor Corporation») и казахстанской компании ЗАО «AutoCenter Butya».[11]
- 1999 год — ТОО «BRC» приобрело у АО «Оргтехпром», председателем совета директоров которого являлся Абилов, участок земли, который был затем продан «NTC Sport», потом фирме «Бутя» и, наконец, «ИнкурЭлиту». Во всех документах купли-продажи отсутствовало здание, которое строилось на этом участке, стоимостью 35 миллионам тенге, участок продавался за символическую сумму, а само строение фактически передавалось в одни и те же руки, чтобы уклониться от уплаты налога.[12]
- 18 октября 1999 года — запущен «Тойота Центра Жетісу».[11]
- 2000 год — Булат Абилов после избрания депутатом Мажилиса парламента Казахстана прекратил предпринимательскую деятельность и передал все полномочия по управлению принадлежавшими ему компаниями другим лицам, таким образом больше не имеет непосредственного отношения к оперативной деятельности ИПФ «Бутя-капитал» и ОАО «Butya».
- 2002 год — Алматинец Юрий Харитонов зарегистрировал несколько адресов в электронной сети под именем «butya.com», «Kazachoil.com» и «hainyr.com», после чего отправил письмо руководству фирмы «Butya» с требованием купить адрес компании за $5 000, но после угроз испортить репутацию был взят с поличным оперативниками Управления по борьбе с организованной преступностью ГУВД.[13]
- 6 декабря 2003 года — ЗАО «Toyota Tsusho Butya» получила награду как лучший инвестор в оказании сервисных услуг от Президента РК Н. Назарбаева.[14]
- 16 февраля 2004 года — запущен «Тойота Центра Атырау».[11]
- Май 2004 года — возбуждено уголовное дело в связи с тем, что фирмы «BRC» и «G&B» аффилиированые с Абиловым не вернули Эксимбанку $8,3 млн. На момент выдачи кредита 100 % акций банка принадлежало государству, а гарантом по возврату денег выступило АО «Бутя». $3,6 млн из этого кредита было перечислено на счет ТОО «NTC Sport», а затем в ТОО «Динали», возвращено было лишь $3,1 млн. Остальную сумму — $5,6 млн. — банк погасил из собственных средств.[12] В самом ИПФ «Бутя Капитал» утверждает, что в итоге все заёмные средства были возвращены или компаниями получившими деньги, или за них компанией ОАО «Butya» согласно договорам, заключенным с ЗАО «Эксимбанк»).[10]
- 16 июня 2004 года — официальный дилер автоконцерна Toyota в Казахстане — ЗАО «Toyota Tsusho Butya» известило о смене состава акционеров и в связи с этим — об изменении организационно-правовой формы и названия компании на ТОО «Toyota Tsusho Kazakhstan Auto».[11]
- Июль 2004 года — завершилась перерегистрация акционеров ОАО «Бутя-Капитал», которую некоторые посчитали политической акцией направленной на подрыв рейтинга как самого Булата Абилова, так и партии, сопредседателем которой он на тот момент являлся.[15]
- 13 января 2005 года — ИПФ «Бутя-Капитал» начал выплату компенсаций своим акционерам.[16]
- 5 августа 2005 года — против Абилова возбуждено уголовное дело по обвинению в финансовых махинациях на суммы, исчисляемые десятками миллионов долларов, и неуплате налогов на $3,5 млн.[17]
- 2 ноября 2006 года — в Алмалинский суд Алматы передано уголовное дело в отношении бывших руководителей ИПФ «Бутя-Капитал» по факту хищения денежных средств акционеров компании.[18]